# Зигерт, Рудольф Александрович
Рудольф Алекса́ндрович Зи́герт (род. 26 ноября 1949, Ленинград) — советский легкоатлет-многоборец, чемпион СССР по десятиборью, мастер спорта международного класса.

## Биография

### Спортсмен
Бронзовый призёр VII летней Универсиады 1973 года в десятиборье.
Победитель чемпионата СССР по лёгкой атлетике 1974 года в десятиборье, Чемпионата СССР по лёгкой атлетике в помещении 1975 года в пятиборье.

### Образование
В 1977 году окончил факультет физической культуры Государственного института физической культуры имени П. Ф. Лесгафта в Ленинграде.

### После спорта
Учитель физической культуры средней общеобразовательной школы № 353 Санкт-Петербурга.

## Результаты

### Соревнования
| Год  | Соревнование | Город   | Дисциплина | Дата          | Результат | Место | Видео/Фото/ Кинограмма |
| ---- | ------------ | ------- | ---------- | ------------- | --------- | ----- | ---------------------- |
| 1969 | Кубок        | Нальчик | ядро       | 10—12 октября | 16,92     | 6     |                        |